# Christian Keller (svømmer)
 Der er flere personer med dette navn, se Christian Keller.
Christian Keller (født 3. august 1972 i Nordrhein-Westfalen) er en tidligere tysk medley- og frisvømmer. 
Hans første store internationale resultat kom, da han var med til at vinde bronze ved EM i 1991 i 4×200 m fri. Han har siden deltaget i en stribe internationale mesterskaber og vundet to VM-bronze (4×200 m fri), tolv EM-medaljer, deraf to af guld (200 m medley i 1995, 4×200 m fri i 1999) samt fem VM-medaljer på kortbane, heriblandt guld i 200 m medley i 1993, og otte EM-medaljer på kortbane, heriblandt guld i 4×50 m brystsvømning i 1993.
Han har deltaget i fire olympiske lege i træk fra 1992 og frem. Her var hans bedste individuelle placering en sjetteplads i 200 m medley i 2000 i Sydney, mens det er blevet til adskillige finalepladser i holdsvømning. Bedst gik det ved OL 1996 i Atlanta, hvor han sammen med Aimo Heilmann, Cristian Tröger, Steffen Zesner, Konstantin Dubrovin og Oliver Lampe vandt bronze i 4×200 m fri. Efter en andenplads i deres indledende heat havde de en hård kamp med svenskerne om andenpladsen efter de suveræne amerikanere, der vandt guld, og duellen endte med, at svenskerne fik sølv med et forspring på 0,15 sekund til tyskerne på tredjepladsen.